# Amazon Pay
Amazon Pay is een online betaaldienst van het Amerikaanse bedrijf Amazon.

## Beschrijving
De dienst ging oorspronkelijk onder de naam Payments van start als publieke bètaversie in 2007 en was onderdeel van de online betaalfunctie Flexible Payments Service. Met de betaaldienst kunnen kopers en handelaren online betalingen uitvoeren. Amazon-klantaccounts kunnen ook worden gebruikt in webwinkels die niet tot Amazon behoren, zonder dat de betaalgegevens openbaar hoeven te worden gemaakt.
In februari 2017 maakte Amazon bekend dat er wereldwijd door 33 miljoen klanten aankopen zijn gedaan via de betaaldienst.
In februari 2019 maakte het bedrijf bekend dat de naam werd omgedoopt tot Amazon Pay.
Amazon maakte de dienst vanaf juli 2019 beschikbaar in een groot aantal Europese landen, waaronder Nederland en België.